# Alfieri Strinati

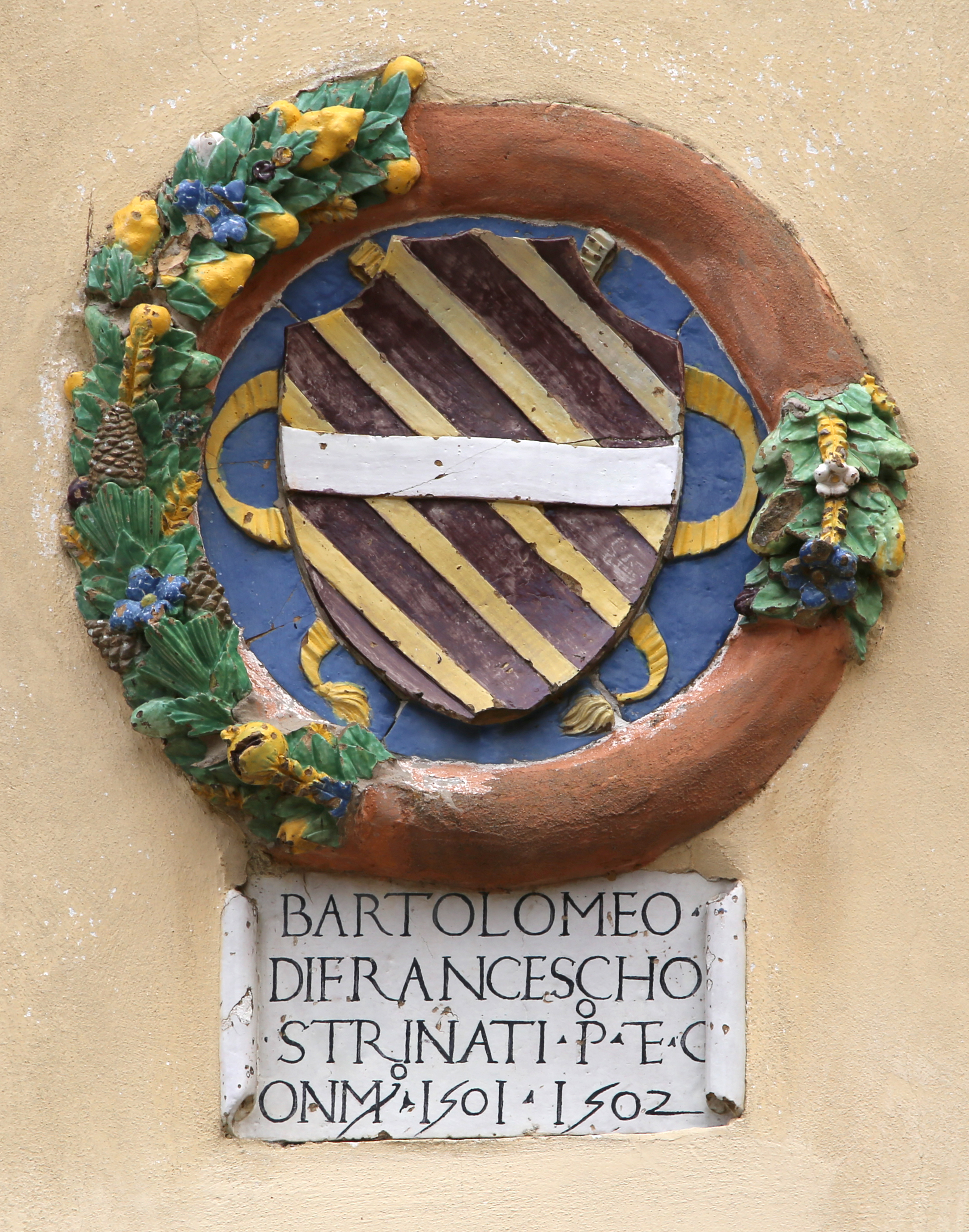
Stemma Strinati sul palazzo Pretorio di Barberino Val d'Elsa: di rosso, a quattro (o cinque) filetti in banda d'oro e alla fascia attraversante d'argento (si trova anche coi colori del campo e dei filetti invertiti)

Gli Alfieri Strinati furono una famiglia nobiliare di Firenze nel Medioevo. A volte si trova solo indicata col cognome Strinati.

## Storia famigliare
Com ricorda una Cronichetta scritta da Neri di Alfieri di Strinato di Ramingo degli Strinati nel 1312, la famiglia si inurbò a Firenze almenio dal  1187 da Davanzato di Villanuzzo, che fece costruire un palagio nel popolo di Santa Maria in Campidoglio, sulla piazza del Mercato Vecchio, accanto alla torre dei Tornaquinci. In seguito la famiglia si era divisa in due rami  degli Alfieri e degli Strinati, dal nome di due fratelli Alfiero e Strinato, ricomponendosi però nel 1256 in un'unica famiglia col doppio cognome. 
Furono di fede ghibellina, e patirono le sorti di questo partito quasi sempre soccombente a Firenze, venendo saccheggiati dopo la battaglia di Benevento e poi cacciati nel 1302, ma poi riammessi qualche decennio dopo. Con le riforme di Giano della Bella doverono dichiarare fedeltà al Popolo di Firenze, cambiando temporaneamente il cognome in "Raminghi", a ricordo delle loro travagliate vicende. Nel 1362 la famiglia finanziò una ristrutturazione della chiesa di Santa Maria in Campidoglio, facendo mettere sulla facciata lo stemma familiare e le chiavi incrociate in onore a papa Urbano V, allora regnante.
Nel catasto del 1427 la famiglia ricomparve come abitante in Mercato Vecchio, nelle case sul lato ovest della piazza, segno di una loro riammissione, mentre le loro proprietà un tempo su via de' Ferrivecchi (via Strozzi) appartenevano ormai ai Borromei. 
L'ultimo membro del casato fu esiliato nel 1554 per la sua partecipazione alla guerra di Siena nelle file degli avversari dei Medici; si rifugiarono a Cesena. Le case degli Alfieri Strinati vennero demolite nel 1891 durante il Risanamento di Firenze. Al suo posto sorge oggi il palazzo dell'Arcone di Piazza in piazza della Repubblica.